# South Perth City
Koordinaten: 31° 59′ S, 115° 51′ O

Die City of South Perth ist ein lokales Verwaltungsgebiet (LGA) im australischen Bundesstaat Western Australia. South Perth gehört zur Metropole Perth, der Hauptstadt von Western Australia. Das Gebiet ist 20 km² groß und hat etwa 42.000 Einwohner (2016).
South Perth liegt auf einer Halbinsel im Zusammenfluss des Swan River und des Canning River südlich des Zentrums von Perth, das etwa ein bis zehn Kilometer entfernt ist. Der Sitz des City Councils befindet sich im Stadtteil South Perth, wo etwa 12.000 Einwohner leben (2016).

## Verwaltung
Der South Perth Council hat 13 Mitglieder, zwölf Councillor werden von den Bewohnern der sechs Wards (je zwei aus Civic, Como Beach, Manning, McDougall, Mill Point und Moresby Ward) gewählt. Der Mayor (Bürgermeister) und Ratsvorsitzende wird zusätzlich von allen Bewohnern der City gewählt.